# Final Fantasy Crystal Chronicles: Ring of Fates
Final Fantasy Crystal Chronicles: Ring of Fates (ファイナルファンタジー・クリスタルクロニクル リング・オブ・フェイト, Fainaru Fantajī Kurisutaru Kuronikuru Ringu Obu Feito) é um jogo eletrônico RPG de ação desenvolvido e publicado pela Square Enix exclusivamente para o Nintendo DS. Ele faz parte da subsérie Final Fantasy Crystal Chronicles, servindo como prequela do jogo anterior.

## Jogabilidade
Essa linha possui a característica de ser baseada em um sistema de combate em tempo real, que contrasta com o sistema de todos os outros jogos da série, baseados em sistemas de turnos. Apesar de funcionar muito bem no modo Single Player, a linha Crystal Chronicles foi desenvolvida principalmente pensando no modo Multiplayer. Entretanto, Ring of Fates apresentava uma restrição quanto ao uso desse esquema de jogo, pois para se jogar com outros sistemas eram necessários múltiplos consoles (Nintendo DS), cada um com sua própria cópia de FFCC - RoF. Por causa dessa restrição, a equipe de desenvolvimento do jogo criou para ele diversos esquemas de jogo nos quais você pode realizar todos os eventos sozinho, e depois conectar com outros sistemas caso queira. Mas apesar de não ser o foco dessa versão, o sistema Multiplayer ainda é a parte mais divertida de qualquer Crystal Chronicles.

## Enredo
Diferente de seu predecessor, FFCC - RoF possui uma história exposta de forma mais tradicional, geralmente com cenas entre os estágios, alguma até com direito a falas audíveis, uma novidade ainda pouco presente nos jogos para consoles portáteis.
Você começa o jogo com Yuri, irmão gêmeo de Chelinka, e pode assistir a algumas cenas antes de começar a jogar. Em suma, a história é baseada na existência de um templo obscuro e seus governantes, obcecados pelo controle da Blood Moon. A história conta a lenda dos cristais e a criação da lua, que, apesar de ser uma história fantástica, fictícea, tem uma base bem sólida na Teoria Quântica, como o jogador descobre no final do jogo.